# Bidos
 Bidos  es una población y comuna francesa, en la región de Aquitania, departamento de Pirineos Atlánticos, en el distrito de Oloron-Sainte-Marie y cantón de Oloron-Sainte-Marie-Est.

## Demografía
| 140 | 155 | 124 | 171 | 193 | 174 | 173 | 163 | 145 | 171 | 145 | 177 | 177 | 195 | 203 | 206 | 212 | 237 | 224 | 240 | 243 | 239 | 260 | 263 | 270 | 250 | 570 | 1 018 | 1 215 | 1 312 | 1 317 | 1 194 | 1 183 |
| Para los censos de 1962 a 1999 la población legal corresponde a la población sin duplicidades (Fuente: INSEE [Consultar]) |     |     |     |     |     |     |     |     |     |     |     |     |     |     |     |     |     |     |     |     |     |     |     |     |     |     |       |       |       |       |       |       |